# فیلیپ کری
فیلیپ کری (انگلیسی: Philip Carey؛ ۱۵ ژوئیهٔ ۱۹۲۵ – ۶ فوریهٔ ۲۰۰۹) یک هنرپیشه اهل ایالات متحده آمریکا بود. وی بین سال‌های ۱۹۵۱ تا ۲۰۰۸ میلادی فعالیت می‌کرد.

## مرگ
در 6 فوریه 2009، کری در سن 83 سالگی بر اثر سرطان ریه درگذشت. 